# Takanori Maeno
Takanori Maeno (前野 貴徳 Maeno Takanori?, Ehime, 14 de abril de 1988) es un exfutbolista japonés que jugaba como defensa.

## Trayectoria

### Clubes
| Club            | País  | Año       |
| --------------- | ----- | --------- |
| Ehime FC        | Japón | 2011-2012 |
| Kashima Antlers | Japón | 2013-2014 |
| Albirex Niigata | Japón | 2015-2017 |
| Ehime FC        | Japón | 2018-2024 |